# Inre vittnesbörd
Inre vittnesbörd innebär inom kristendomen att Gud förmodas bekräfta sin existens i den troendes hjärta. Den heliga anden lyser då upp sinnen som tidigare var förmörkade så att den troende kan uppfatta det gudomliga.
Genom inre vittnesbörd lever kristna i ett tillstånd där de påstår att det är uppenbart att frälsaren och skriften är gudomliga.

## Läsning i Bibeln
- 1 Joh 2:20
- 2 Kor 4:6